# Anka
Anka és una ciutat de Nigèria, capçalera d'una Local Government Area (LGA) a l'estat de Zamfara. És també capital de l'emirat tradicional d'Anka (abans Zamfara). La superfície de la LGA és de 2.746 km² amb una població estimada el març de 2016 de 197.800 habitants.